# Abderrahmane Boushita
Abderrahmane Boushita (5 de setembro de 1997) é um judoca marroquino. Competiu nos Jogos Olímpicos de Verão de 2024 em Paris, sendo eliminado na primeira fase.
Conquistou uma medalha de prata nos Jogos Africanos de Rabat, em 2019. Venceu o Open de África em Yaoundé, em 2019. Em 2023, venceu o Campeonato Árabe em Doha. Venceu o Open da Oceânia, em Perth, em 2023.